# Guiréi
Guiréi (del ruso: Гире́й) es un asentamiento de tipo urbano del raión de Gulkévichi del krai de Krasnodar, en el sur de Rusia. Está situado en la orilla izquierda del río Kubán, 5 km al sudeste de Gulkévichi y 138 km al este de Krasnodar, la capital del krai. Tenía 6 586 habitantes en 2010
Es cabeza del municipio Guiréiskoye, al que pertenecen asimismo Cheredinovski y Prioziórnoye.

## Historia
La localidad fue fundada en 1882 como jútor Gireyev. En 1913 se construyó la fábrica de azúcar de Gulkévichi en la localidad, la primera del Kubán. El 24 de marzo de 1959 recibió el estatus de asentamiento de tipo urbano.

## Composición étnica
De los 6 626 habitantes que tenía en 2002, el 90.5 % era de etnia rusa, el 3.8 % era de etnia armenia, el 2.6 % era de etnia ucraniana, el 0.9 % era de etnia alemana, el 0.5 % era de etnia bielorrusa, el 0.2 % era de etnia azerí, el 0.2 % era de etnia tártara, el 0.2 % era de etnia gitana, el 0.1 % era de etnia georgiana y el 0.1 % era de etnia griega.

## Economía y transporte
La principal industria de la población es la fábrica de azúcar OAO Guiréi Kubán sajar.
Cuenta con una estación de ferrocarril Guiréi en la línea Kavkázskaya-Armavir.